# Рудка (зупинний пункт)
Рудка — зупинний пункт Івано-Франківської дирекції Львівської залізниці між зупинним пунктом Ясенів-Пільний та станцією Стефанешти.
Зупинний пункт знаходиться в однойменному селі Заставнівського районуЧернівецької області, на якому зупиняється приміський потяг сполученням Коломия — Заліщики — Коломия.